# 高須惣七
高須 惣七（たかす そうしち、生没年不詳）は江戸時代の地本問屋。

## 来歴
芙蓉堂と号す。または宗七ともいった。天明から享和期に芝神明前で営業している。勝川春潮、鳥居清長、喜多川歌麿、栄松斎長喜の錦絵を出版している。

## 作品
- 勝川春潮 『夕立』 大判 錦絵3枚続 天明
- 鳥居清長 『十軆画風俗』 大判 錦絵揃物 寛政4年頃
- 喜多川歌麿 『美人気量競』 大判 錦絵揃物 寛政7年～寛政8年頃
- 栄松斎長喜 『江戸名所八景』